# 마누엘 크리솔로라스
마누엘 (또는 임마누엘) 크리솔로라스(그리스어: Μανουὴλ Χρυσολωρᾶς; c. 1350 – 1415년 4월 15일)는 비잔티움 그리스인 고전학자, 르네상스 인문주의자, 철학자, 교수, 그리고 르네상스 시대의 고대 그리스어 텍스트 번역가였다. 중세 이탈리아에서 마누일 2세 팔레올로고스 동로마 제국 황제의 대사로 활동하며, 피렌체 공화국과 베네치아 공화국에서 그리스 문학과 그리스의 역사의 저명한 교사가 되었고, 오늘날 그는 중세 후기 동안 고대 그리스 문학을 서유럽에 소개한 선구자로 널리 인정받는다.

## 전기

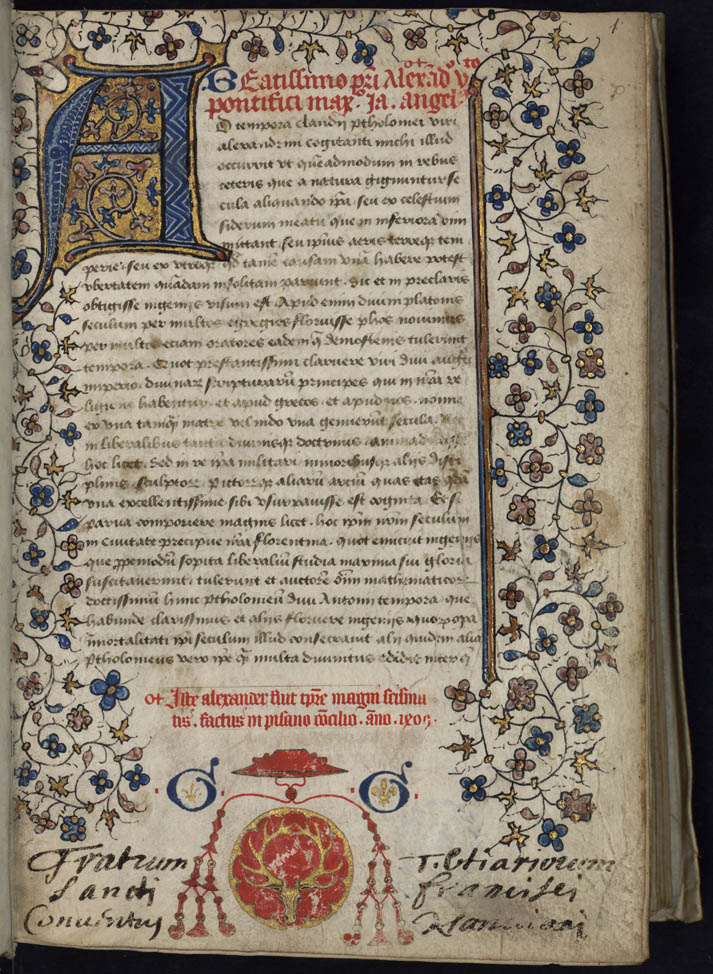
야코포 단젤로의 프톨레마이오스의 지리학 라틴어 번역본 (c. 1411–1427); 낭시 도서관에서 스캔한 자료.

크리솔로라스는 당시 동로마 제국의 수도였던 콘스탄티노폴리스의 저명한 그리스 정교회 가문에서 태어났다. 1390년, 그는 마누일 2세 팔레올로고스 동로마 제국 황제가 오스만 튀르크인의 무슬림 침략에 맞서 중세 기독교의 중세 유럽의 기독교 제후들의 도움을 요청하기 위해 베네치아 공화국에 파견한 사절단을 이끌었다. 피렌체 공화국의 로베르토 데 로시는 베네치아에서 그를 만났고, 1395년 로시의 지인인 야코포 단젤로는 크리솔로라스와 그리스어를 공부하기 위해 콘스탄티노폴리스로 떠났다. 1396년, 피렌체의 콜루초 살루타티는 그를 피렌체로 초빙하여 그리스어 문법과 문학을 가르쳤다. 살루타티는 포조 브라촐리니에게 보낸 편지에서 로마의 변호사이자 정치가인 마르쿠스 툴리우스 키케로의 말을 인용하며 다음과 같이 썼다.
"우리 자신의 키케로의 평결은 우리 로마인들이 그들보다 더 현명한 혁신을 스스로 이루었거나 그들로부터 가져온 것을 개선했음을 확인시켜주지만, 물론 그 자신이 다른 곳에서 자신의 시대를 언급하며 말했듯이: "이탈리아는 전쟁에 있어서는 무적이지만, 문화에 있어서는 그리스가 그러하다." 우리로서는, 기분 상하게 하려는 의도는 없지만, 그리스인과 라틴인 모두가 서로의 문학에까지 학문을 확장함으로써 항상 더 높은 수준으로 학문을 발전시켜왔다고 굳게 믿는다."
크리솔로라스는 1397년 겨울에 도착했는데, 그의 가장 유명한 제자 중 한 명인 이탈리아 인문주의 학자 레오나르도 브루니는 이를 새로운 위대한 기회로 기억했다. 당시 법률 교사는 많았지만, 이탈리아 북부에서 그리스어를 공부한 사람은 700년 동안 아무도 없었다. 크리솔로라스의 또 다른 매우 유명한 제자는 카말돌레세 수도회의 총장이 된 암브로지오 트라베르사리였다. 크리솔로라스는 1397년부터 1400년까지 불과 몇 년 동안 피렌체에 머물며 그리스어 기초부터 가르쳤다. 그는 볼로냐로 옮겨 가르쳤고, 나중에는 베네치아와 로마에서 가르쳤다. 그는 널리 가르쳤지만, 그가 선택한 소수의 학생들은 르네상스 인문주의자들 중 처음으로 긴밀한 그룹을 유지했다. 그의 제자들 중에는 르네상스 이탈리아에서 그리스 연구 부활의 주요 인물들이 포함되었다. 브루니, 단젤로, 암브로세 카말돌레스 외에도 구아리노 다 베로나, 콜루초 살루타티, 로베르토 로시, 니콜로 데 니콜리, 카를로 마르수피니, 피에르 파올로 베르제리오, 우베르토 데쳄브리오, 팔라 스트로치 등이 있었다.
밀라노와 파비아를 방문하고 베네치아에서 몇 년을 거주한 후, 그는 당시 교황 그레고리오 12세의 비서였던 브루니의 초청으로 로마로 갔다. 1408년, 그는 마누일 2세 팔레올로고스 동로마 황제의 중요한 임무를 띠고 파리 (프랑스)로 파견되었다. 1413년, 그는 신성 로마 황제 지기스문트에게 사절로 독일로 갔는데, 그 목적은 나중에 콘스탄츠에서 소집된 교회 공의회의 장소를 정하는 것이었다. 크리솔로라스는 그리스 교회를 대표하도록 선택되어 그곳으로 가던 중 갑자기 사망했다. 그의 죽음은 추모 논문을 불러일으켰고, 구아리노 다 베로나는 이를 크리솔로리나에 수록했다.
크리솔로라스는 호메로스, 아리스토텔레스, 플라톤의 국가의 작품들을 라틴어로 번역했다. 그의 생전에 필사본으로 유통되었던 그의 저작들에는 성령의 진행에 관한 짧은 작품들과 그의 형제들, 브루니, 구아리노, 트라베르사리, 스트로치에게 보낸 편지들이 포함되어 있으며, 결국 인쇄된 두 가지 작품도 있다. 그 중 하나는 서유럽에서 사용된 최초의 기본 그리스어 문법서였던 그의 에로테마타 (질문)로, 1484년에 처음 출판되어 널리 재인쇄되었고, 피렌체의 제자들뿐만 아니라 후대의 주요 인문주의자들 사이에서도 상당한 성공을 거두었으며, 옥스퍼드의 토머스 리나커와 케임브리지의 데시데리우스 에라스무스가 즉시 연구했다. 다른 하나는 Epistolæ tres de comparatione veteris et novæ Romæ (옛 로마와 새 로마의 비교에 관한 세 통의 편지, 즉 로마와 콘스탄티노폴리스의 비교)였다. 그의 도덕과 윤리학 및 기타 철학적 주제에 관한 많은 논문들은 고고학적 관심 때문에 17세기와 18세기에 인쇄되었다. 그는 주로 레오나르도 브루니, 콜루초 살루타티, 야코포 단젤로, 로베르토 데 로시, 카를로 마르수피니, 피에트로 칸디도 데쳄브리오, 구아리노 다 베로나와 같은 사람들에게 서양 철학과 고대 그리스 문학의 걸작들을 알리는 데 교육을 통해 큰 영향을 미쳤다.

## 같이 보기
- 비잔틴 미술
- 크레타 학파
- 비잔틴 과학
- 그리스 대학
- 르네상스 시기 그리스 학자들
- 비잔틴 및 후기 비잔틴 연구 그리스 연구소
- 비잔틴 학자 목록
- 르네상스 인문주의

## 추가 자료
- Chrysoloras's Erotemata are edited by A. Rollo, Gli Erotemata tra Crisolora e Guarino (Percorsi dei classici 21), Messina 2012.
- Chrysoloras's letters can be found in Patrologia Graeca, ed. J.-P. Migne, vol, 156, Paris 1866.
- M. Baxandall, 'Guarino, Pisanello and Manuel Chrysoloras', Journal of the Warburg and Courtauld Institutes 28 (1965), 183–204.
- 에밀 르그랑: Notice biographique sur Manuel Chrysoloras, Paris 1894.
- Jonathan Harris, Greek Émigrés in the West, 1400–1520, Camberley UK: Porphyrogenitus, 1995. ISBN 1-871328-11-X
- S. Mergiali-Sahas, S., 'Manuel Chrysoloras: an ideal model of a scholar ambassador', Byzantine Studies/Etudes Byzantines, 3 (1998), 1–12
- I. Thompson, 'Manuel Chrysoloras and the early Italian Renaissance', Greek, Roman and Byzantine Studies, 7 (1966), 63–82
- Lydia Thorn-Wikkert, Manuel Chrysoloras (ca. 1350–1415): Eine Biographie des byzantinischen Intellektuellen vor dem Hintergrund der hellenistischen Studien in der italienischen Renaissance, Frankfurt am Main, 2006.
- N.G. Wilson, From Byzantium to Italy. Greek Studies in the Italian Renaissance, London, 1992. ISBN 0-7156-2418-0